# ابن كنان
ابن كَنَّان الصالحي (1074 - 1153هـ / 1663 - 1740م) مؤرخ حنبلي من علماء دمشق.

## اسمه
محمد بن عيسى بن محمود بن كنَّان الصالحي، ويقال له: ابن زين التقاة.

## آثاره
من كتبه:
- «الحوادث اليومية من تاريخ إحدى عشر وألف وميّة»
- «المروج السندسية الفَيْحِيّة في تلخيص تاريخ الصالحية»
- «المواكب الإسلامية في الممالك والمحاسن الشامية» (حققته ليلى الصباغ)